# 圣马洛区
圣马洛区（法語：arrondissement de Saint-Malo）是法国伊勒-维莱讷省所辖的一个区。总面积958平方公里，总人口168153，人口密度157人/平方公里（2018年）。主要城镇为圣马洛。

## 辖区
圣马洛区辖有68个市镇。